# Saint Petersburg (Florida)
Saint Petersburg è un comune (city) degli Stati Uniti d'America e nello Stato della Florida. La popolazione era di 258 308 abitanti al censimento del 2020, il che la rende la quarta città più popolosa dello stato e la più grande dello stato a non essere il capoluogo di contea (la città di Clearwater è il capoluogo della contea di Pinellas).
Saint Petersburg è la seconda città più grande della Tampa Bay Area, dopo Tampa. Insieme a Clearwater, le tre città formano l'area metropolitana di Tampa-Saint Petersburg-Clearwater, la seconda più grande della Florida con una popolazione intorno ai 2.8 milioni di abitanti. Saint Petersburg si trova su una penisola tra la baia di Tampa e il golfo del Messico, ed è collegata alla Florida continentale a nord.
St. Petersburg fu fondata nel 1888 da John C. Williams, che acquistò la terra, e da Peter Demens, che portò l'industria ferroviaria nell'area. Come parte di un lancio della monetina, il vincitore, Peter Demens, diede alla terra il nome della sua città natale, San Pietroburgo (Saint Petersburg in inglese), in Russia, Williams invece decise di costruire il primo hotel della città, il Detroit Hotel, dato che proveniva da Detroit, nel Michigan. Saint Petersburg fu incorporata come "town" il 29 febbraio 1892 e reincorporata come "city" il 6 giugno 1903.
La città viene chiamata dalla gente locale come St. Pete. La vicina St. Pete Beach abbreviò formalmente il suo nome nel 1994 dopo un voto dei suoi residenti. Saint Petersburg è governata da un sindaco e dal consiglio comunale.
Con una media di circa 361 giorni di sole all'anno, e un Guinness World Record per aver fatto registrare i giorni più consecutivi di sole (768 giorni), è soprannominata "The Sunshine City". A causa del suo bel tempo e del basso costo di vita, la città è da tempo una meta di pensionamento popolare, anche se negli ultimi anni la popolazione si è spostata in una direzione molto più giovane. La rivista American Style ha classificato Saint Petersburg tra le sue città di medie dimensioni nel 2011, citando la sua scena artistica "vibrante".

## Geografia fisica
Secondo lo United States Census Bureau, la città ha una superficie totale di 356,38 km², dei quali 159,91 km² di territorio e 196,47 km² di acque interne (55,13% del totale).

## Storia
La città fu fondata da John C. Williams (proveniente da Detroit, Michigan) che acquistò il terreno nel 1876, e da Peter Demens che fu essenziale per il completamento della ferrovia nel 1888. Saint Petersburg fu incorporata il 29 febbraio 1892 quando aveva una popolazione di sole 300 persone.
Il nome deriva chiaramente da San Pietroburgo in Russia dove Peter Demens passò gran parte della sua gioventù. Una leggenda locale vuole che i due co-fondatori abbiamo lanciato una monetina per stabilire a chi dei due spettasse l'assegnazione del nome alla città. Vinse Demens che la chiamò come la sua città natale, mentre Williams fece lo stesso con il primo albergo della città, il Detroit Hotel. Il Detroit Hotel esiste ancora nel centro della città sebbene sia stato convertito in un condominio. L'albergo tuttora funzionante più vecchio della città è invece il Pier Hotel, costruito nel 1921.
La prima grande industria nacque nel 1899 quando Henry W. Hibbs, nativo di Newport (Carolina del Nord), fondò la sua azienda basata sul commercio di pesce all'ingrosso alla fine del molo, che si diffuse poi nel resto del canale navigabile. Nel giro di un anno la "Hibbs Fish Company" spediva più di 450 kg di pesce al giorno.
Saint Petersburg si aprì verso un commercio a largo raggio grazie a degli scavi subacquei tra il 1906 ed il 1908 che aumentarono le parti navigabili della baia. Ulteriori scavi verso il 1910 aumentarono le possibilità del porto facendo così quadruplicare la popolazione, arrivando a 4.127.
Nel 1914 nacque quella che è considerata la prima linea aerea commerciale che si spostava tra Tampa e Saint Petersburg attraverso la baia di Tampa. La compagnia aveva il nome di "Airboat Line" ed il pilota si chiamava Tony Jannus. Ogni anno viene assegnato il "Tony Jannus Award" per lavori di particolare prestigio nell'industria aerea. Il servizio aereo fu discontinuo nel 1924 con l'apertura del ponte Gandy, il primo che attraversava la baia di Tampa e permetteva il traffico automobilistico tra le due città.
La popolazione della città continuò a moltiplicarsi durante il XX secolo in special modo negli anni settanta quando divenne una meta di villeggiatura raggiungendo così i 238 647 abitanti nel 1980. Durante gli anni ottanta comunque la popolazione si è stabilizzata.

## Società

### Evoluzione demografica
Secondo il censimento del 2010, la popolazione era di 244 769 abitanti.

### Etnie e minoranze straniere
Secondo il censimento del 2010, la composizione etnica della città era formata dal 68,65% di bianchi, il 23,93% di afroamericani, lo 0,3% di nativi americani, il 3,18% di asiatici, lo 0,06% di oceaniani, l'1,42% di altre razze, e il 2,47% di due o più etnie. Ispanici o latinos di qualunque razza erano il 6,62% della popolazione.

## Cultura

### Istruzione
Saint Petersburg ha delle università statali come la University of South Florida, il Saint Petersburg College e l'Eckerd College. Si trova in città anche una scuola per futuri giornalisti ed insegnanti di giornalismo, il Poynter Institute.

#### Musei

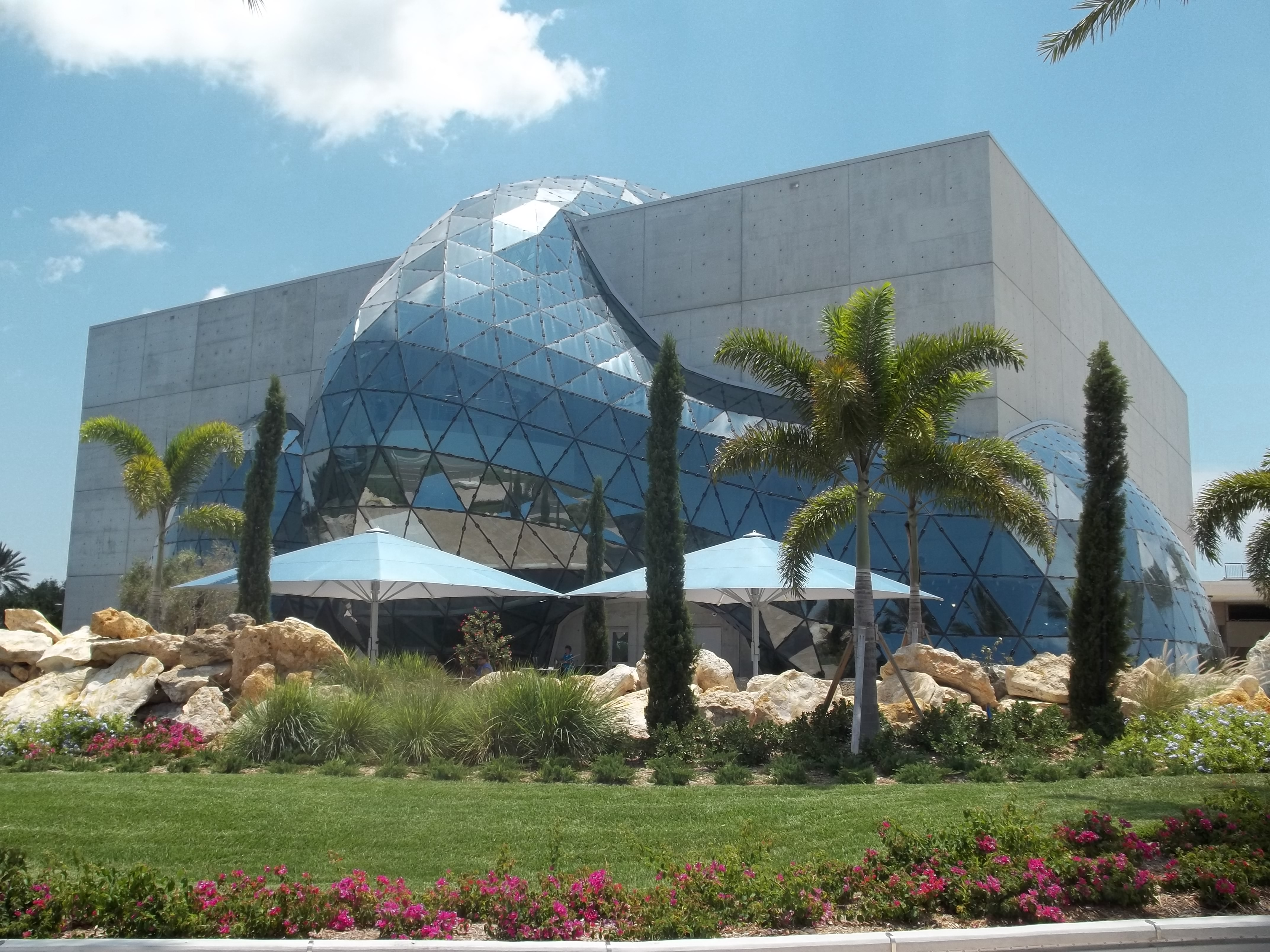
Salvador Dalí Museum

La città ha un museo per bambini, in museo d'arte, un museo di Storia, un museo sull'Olocausto ed un museo di Salvador Dalí il quale ospita la più grande collezione del suddetto pittore al di fuori dell'Europa incluso un buon numero di dipinti su grande scala come "La scoperta dell'America di Cristoforo Colombo". Il museo per bambini è un museo divertente ed interattivo che tratta vari argomenti con molte esibizioni riguardanti scienza, musica, arte e giochi d'acqua. Il museo è situato vicino ai Sunken Gardens.

## Economia

### Turismo
Il molo di St. Petersburg ospita un piccolo acquario aperto al pubblico. Molto spesso è ancorata al molo la riproduzione del HMS Bounty usato nel 1962 in un film dalla MGM e più recentemente per il film La maledizione della prima luna.
In centro si trova la Baywalk, il complesso commerciale dove si possono trovare numerosi negozi così come molti ristoranti ed una sala cinematografica con 20 schermi. Ogni sabato mattina da ottobre ad aprile il centro della città ospita una fiera agricola dove vengono venduti frutta ed ortaggi di ogni tipo oltre a oggetti d'arte vari. Per quanto riguarda la musica il luogo più famoso, specie per il blues, è il "Ringside Cafè".

## Amministrazione

### Gemellaggi

#### Città sorelle
- Takamatsu, dal 1961

#### Città gemelle
- San Pietroburgo
- Figueres, dal 2011

## Sport
| Squadre              | Sport          | Lega                                              | Stadio                |
| -------------------- | -------------- | ------------------------------------------------- | --------------------- |
| Tampa Bay Buccaneers | Football       | National Football League (NFL) - NFC              | Raymond James Stadium |
| Tampa Bay Lightning  | Hockey         | National Hockey League (NHL) - Eastern Conference | St. Pete Times Forum  |
| Tampa Bay Devil Rays | Baseball       | Major League Baseball - AL                        | Tropicana Field       |
| Tampa Bay Storm      | Arena Football | Arena Football League (AFL)                       | St. Pete Times Forum  |

Saint Petersburg ospita dall'aprile 2005 una gara della IndyCar Series (spesso la prima della stagione) che si svolge su un percorso temporaneo, utilizzando le strade del centro e una pista dell'aeroporto Albert Whitted.